# Presupuesto General de la República de Honduras
El Presupuesto General de la República Honduras es el dinero disponible con que cuenta la nación Hondureña para realizar sus gastos e inversiones del año 2016, el monto total es de 204 mil millones de lempiras y fue aprobado en diciembre de 2015. es utilizado por los tres poderes del Estado de Honduras:
| Poder del estado  | Porcentaje | Cantidad en Lempiras                                           |
| ----------------- | ---------- | -------------------------------------------------------------- |
| Poder ejecutivo   | 98 %       | 200 mil millones de lempiras.                                  |
| Poder Judicial    | 1.5 %      | 3 mil millones de lempiras.                                    |
| Poder Legislativo | 1 %        | 2 mil millones de Lempiras (Mantiene un presupuesto reducido). |
| Total             | 100 %      | 205 mil millones de Lempiras                                   |

## Presupuesto por gabinetes
| Gabinete                                                      | Presupuesto                        | Porcentaje |
| ------------------------------------------------------------- | ---------------------------------- | ---------- |
| Gobernación y Descentraliación                                | 5,583 millones de lempiras         | 2.74 %     |
| Gabinete de Desarrollo e Inclusión Social                     | 40,749 millones de Lempiras        | 19.88 %    |
| Gabinete de Desarrollo Económico                              | 4,276 millones de Lempiras         | 2.08 %     |
| Gabinete de Seguridad y Defensa                               | 13,196.5 millones de Lempiras      | 6.43 %     |
| Gabinete de Infraestructura productiva                        | 35,411 millones de Lempiras        | 17.27 %    |
| Gabinete de Conducción y Regulación Económica                 | 41,090 millones de Lempiras        | 20.04 %    |
| Secretaría de la Presidencia                                  | 2,074 millones de Lempiras         | 1.01 %     |
| Gabinete de Relaciones Exteriores y Cooperación Internacional | 759 millones de lempiras           | 0.37 %     |
| Organismos autónomos y pago de deuda                          | 41,610 millones                    | 20.4 %     |
| Total                                                         | 179,298.5 mil millones de lempiras | 87.9 %     |

## Dependencias con mayor gasto
Las dependencias a donde se invierte la mayor parte de los gastos son:
| Dependencia                          | Monto en Lempiras            | Porcentaje del presupuesto |
| ------------------------------------ | ---------------------------- | -------------------------- |
| Enee                                 | 27,000 milloness             | 15 %                       |
| Educación                            | 25,446 millones              | 16.4%                      |
| Salud                                | 14,000 millones              | 9 %                        |
| Inprema                              | 9,355 millones millones      | 7 %                        |
| BCH                                  | 7,851 millones               | 6 %                        |
| Injupemp                             | 6,751 millones               | 6 %                        |
| IHSS                                 | 6,571 millones               | %                          |
| Defensa                              | 6,780 millones.              | 5 %                        |
| UNAH                                 | 6,351.5 millones             | 5 %                        |
| Seguridad                            | 6,122.7 millones             | 5 %                        |
| Infraestructura y Servicios Públicos | 3,074 millones               | 3 %                        |
| Poder Judicial recibirá              | 1,906 millones de lempiras   | 1 %                        |
| Total                                | 204 mil millones de lempiras | 100 %                      |

## Presupuesto por alcaldías
Las alcaldías a donde se invierte la mayor parte de los gastos son:
| Alcaldía       | Monto en Lempiras                 | Porcentaje del presupuesto |
| -------------- | --------------------------------- | -------------------------- |
| Tegucigalpa    | 4,200 millones de Lempiras (2016) | 2 %                        |
| San Pedro Sula | 3 mil millones                    | 1.6%                       |
| Total          | 204 mil millones de lempiras      | 100 %                      |

## Ingresos
El 94% del presupuesto de 2016 estará financiado con fondos propios, el 6% restante será financiado por recursos externos.
Es obtenido en su mayor parte de la recaudación de impuestos que componen el 80 % del presupuesto, debido a esto es altamente importante evitar la evasión fiscal. El financiamiento bancos de desarrollo es incorporado la partida presupuestaria al igual que los ingresos que captan las instituciones que prestan servicios.

### Metas de recaudación de la DEI
La Dirección Ejecutiva de Ingresos se propuso recaudar más de 80,000 millones de lempiras un incremento de 8,000 millones respecto a lo recaudado en 2013 (73 mil millones de Lempiras).

### Multas
El gobierno aplicara multas entre 20 mil y 200 mil lempiras a los funcionarios que incumplan la ley de presupuesto mediante el tribunal superior de cuentas. Los diferentes sectores del gobierno deben rendir cuentas mensuales sobre su gestión al ministerio de finanzas quien rinde estos informes al el Seplan.

## Egresos
El Gobierno de Honduras se divide en tres secciones, gobierno central, sector desconcentrado 
y Sector descentralizado, los gastos correspondientes a cada uno son los siguientes:
| Gobierno o Sector       | Porcentaje            | Cantidad en Lempiras           |
| ----------------------- | --------------------- | ------------------------------ |
| Gobierno central        | 59 %                  | 121 mil millones de lempiras.  |
| Sector descentralizado  | 40                    | 83.7 mil millones de lempiras. |
| Órganos desconcentrados | 1 %                   | Mil millones de lempiras       |
| Total                   | 100 % del presupuesto | 206 mil millones de millones   |

### Gobierno central
- Gabinete de Infraestructura Productiva: L4,079 millones (40 %)

- Gabinete sectorial de Desarrollo e Inclusión Social cuenta con 23 millones 773,420 lempiras de recursos propios, además L. 23 mil millones 430,203.2 provenientes del Tesoro Nacional la cantidad de y un millón 217,059.6 lempiras de fondos externos. El Gabinete de Inclusión Social cuenta con presupuesto de L3,657.3 millones (36%), de estos L1,788.8 millones de lempiras (50 %) están destinados al Programa de Protección Social.

- Gabinete de Conducción y Regulación Económica (Secretaría de Finanzas, Comisión de Bancos y Seguros, Banhprovi entre otros): L728.9 millones.[4]

- Finanzas: 13,897.8 millones de lempiras

- Secretarías de Seguridad y Defensa: 13,196.5 millones para el siguiente. De estos 6,122.7 millones se destinan a seguridad y 6,780.4 millones corresponden a defensa.[5]

El presupeuesto del gobierno central se distribuye de la siguiente manera:
- El 30 % del presupuesto del gobierno central está dedicado a Educación y Salud. De estos, la secretaría de educación cuenta con un presupuesto de 24,524.7 millones de lempiras.

- El 10 % está dedicado a Seguridad y Defensa.

- El 30 % del presupuesto está dedicado a las demás secretarias.

- Aumento salarial: L 1,318 millones para aumento salarial en 2016[6]

### Inversiones
El programa de Inversión Pública es de 10,163 millones de lempiras. Las fuentes de financiamiento son dos:
- Fondos nacionales: Son los préstamos y fondos nacionales. 62 % está dedicado al desarrollo humano y el 38% para inversión en infraestructura.

- Recursos externos: El 72 % de los recursos fondos basados en recursos externos es destinado a la inversión en infraestructura; Carreteras, puertos e infraestructura en general, el 28 % restante es destinado al desarrollo humano.

El total de ambos fondos es utilizado de la siguiente forma: 44% se invierte en desarrollo humano y 56% en infraestructura. La inversión pública en total es cercana a 17,000 millones de lempiras.
El 6 % del presupuesto obtenido de recursos externos será destinado a tres áreas;
- Inversión social,
- Infraestructura (incluye carreteras),
- Inversión en proyectos hidroeléctricos; entre estos Patuca III y Cañaveral.

#### Investigación, Desarrollo e Innovación
Si el presupuesto de educación es bajo, el presupuesto dedicado a la Investigación, Desarrollo e Innovación (I+D+i) en Honduras lo es más aún y sigue siendo uno de los más bajos de Latinoamérica.

#### Centro Cívico Gubernamental
En 2016 se inicia la financiación de la construcción del Centro Cívico Gubernamental mediante una Alianza público-privada
El costo total está estimado en 220 millones de dólares de estos, el 33% del será aportado por la empresa mexicana, la cual administraría el centro por 25 años, el gobierno de Honduras invertiría la otra tercera parte (73 millones de dólaes), el contrato del Centro Cívico costaria $20 millones al año
El proyecto tendría 198,000 metros cuadrados, dos torres de 24 pisos, tres edificios de cinco a seis niveles que serían ocupados por 43 dependencias del gobierno y donde trabajarían 9,800 empleados de 43 dependencias del gobierno hondureño. 
Los aportes del gobierno por dependencia son:
- Injupemp: $50 millones; 40 millones en financiamiento directo y 10 millones como capital de sociedad.
- IHSS: $40 millones, 10 millones de dólares serán como capital de sociedad.
- Inprema/IPM: 10 millones de dólares cada uno.

De esta forma el gobierno central para dejaría de pagar 10 millones de dólares en alquileres, aunque pagaría 20 millones de dólares por 25 anos, al final de este tiempo contaría con sus propias oficinas sin tener que pagar alquileres a terceros.
Además la ENEE dejaría de pagar 45 millones de empiras en residencial El Trapiche, otras empresas públicas 16 millones de lempiras en alquileres, empresas descentralizadas 24.5, entes financieros 16.5 millones, el IHSS 6.5 millones de lempiras, la Comisión Nacional de Bancos y Seguros (CNBS) 10.2 millones, la Dirección Ejecutiva de Ingresos (DEI) 18 millones de lempiras en alquileres.

### Pagos de deudas

#### Pago de la deuda pública del Estado
En el presupuesto de 2016 se destinan 32,299.6 lempiras para abono a capital y el pago de intereses de la deuda pública del Estado.

#### Pago de la deuda histórica al IHSS
Con el presupuesto de 2016 se inicia el pago a la deuda histórica que el gobierno de Honduras ha mantenido con el IHSS que asciende a 3,000 millones de lempiras y se había acumulado debido al incumplimiento de los pagos anuales por parte de estado al IHSS pese a estar incluidos en todos los presupuestos anteriores durante más de cinco décadas. 
De esta forma se establece un pago de no menos de 30 millones de Lempiras mensuales durante 10 años, mientras a su vez cumple con el pago de su cuota mensual para evitar que mientras se pague la deuda se genere una nueva deuda.

### Ampliaciones
En abril de 2016 La asignación gastos del sector público fue 207,048.3 millones de lempiras ampliándose de esta forma en L 727 millones de Lempiras.

## Críticas
Si bien el presupuesto del 2016 ha presentado importantes mejoras, aun mantiene algunos aspectos que no ha sido de agrado para la población, a continuación una lista de las críticas positivas y negativas del presupuesto de 2016.

### Críticas positivas
- Los operadores de justicia; el Poder Judicial, las secretarías de Defensa y Seguridad y el Ministerio Público, en conjunto, recibieron un aumento presupuestario de 4,000 millones de lempiras.

- Se creó la unidad para la investigación de los femicidios por un monto de 30 millones de lempiras.[11]

- Las secretarías de Salud recibió un aumento del 11% y la secretaria de educación recibió un aumento del 9%.

### Críticas negativas
- El 60% del presupuesto está destinado a salarios y deuda pública, mientras que únicamente 7 mil millones de Lempiras son destinados a la inversión pública de la administración central.[12]

- Aumento insuficiente al Tribunal Supremo Electoral, el cual requiere de un presupuesto de 700 millones de Lempiras, pero solo le fueron asignados 400 millones, y de estos debe pagar la deuda de 125 millones adquirida durante las elecciones generales de 2013, por lo que el gobierno estaría socavando de esta forma el sistema democrático del país, ya que las elecciones primarias tendrán un costo de 1,100 millones.

- Aumento insuficiente al Registro Nacional de las Personas, que por su parte requiere un presupuesto anual de 300 millones, de los cuales solo serían aprobados 150 millones de Lempiras.[13]

- La inversión pública en salud del gobierno de Honduras continúa siendo menor al promedio de los países de América Central y América Latina.

- Al Hospital Escuela Universitario se le asigna un presupuesto del 11 % del presupuesto del ministerio de salud, en 2016 es de 1,378,254,915.00 lempiras.,[14] sin embargo continúa siendo más bajo que el asignado en 2013, siendo de 1,378,254,915.00 lempiras.[14] La rectora de la UNAH ha informado en diferentes circunstancias que el Hospital requiere 300 millones de Lempiras anuales más para funcionar, es decir, un presupuesto de 1.7 mil millones de Lempiras anuales, no de 1.3 mil millones, por lo que el HEU ha tenido que hacer recortes debido al déficit anual de 300 millones de Lempiras anuales. Este bajo presupuesto

- Bajo nivel de inversión pública en infraestructura, solo representa el 1.2% del PIB.[15]

- Bajo nivel de inversión en educación, manteniendo un déficit de 1,113 maestros para 2016, mientras el ministro de educación solicitó un aumento por 2 mil millones de Lempiras, ya que se pagan 600 millones de lempiras para hacer el ajuste académico y el pago de antigüedad, que ya se incluye en la propuesta del nuevo presupuesto.[16] En 2015 el ministerio de Educación tuvo un presupuesto menor al de 2014 L. 22,446,021.4 millones, además de haber abierto 400 nuevos centros educativos. De este presupuesto se destinan 1000 millones de Lempiras a la UNAH.[17]

- Excesivo aumento a los ministerios de Seguridad y Defensa es del 18%,[18] siendo en conjunto de 13 mil millones de Lempiras;

- El ministerio de seguridad recibió un aumento de 2 mil doscientos millones de Lempiras, alcanzando un total de 6,122.7 millones de Lempiras.
- El ministerio de Defensa recibió un aumento de 1,361 millones de lempiras, alcanzando un total de 6,780.4 millones de Lempiras.
- Los déficits en el RNP (150 millones de Lempiras), TSE (300 millones de Lempiras), HEU (300 millones de Lempiras) y Educación (2000 millones de lempiras) podrían cubrirse dos veces de no haberse aumentado excesivamente los presupuestos de seguridad y defensa (4 mil millones de Lempiras), en tiempos donde lo que Honduras necesita es inversión social en eduacion, salud e infraestructuras en lugar de armas y el combate a su misma población en un periodo de paz, disminuyendo así el desempleo, la brecha social y evitando que sus nuevos ciudadanos no tengan opciones ni futuro.

## Déficit presupuestario
El déficit presupuestario en Honduras para el 2016 será de 40,000 millones de lempiras (6 % del presupuesto), debido a que los gastos (206 mil millones) serán mayores que los ingresos (160 mil millones de lempiras).

## Comparación con presupuestos anteriores
El presupuesto de 2016 es de 204 mil millones de lempiras, un incremento de 11,300 millones de lempiras (5.8%) más en comparación al presupuesto de 2015 que fue de 192,700 millones. El presupuesto del gobierno de Honduraas se ha ido duplicando cada periodo presidensial (4 años) aun cuando las inversiones y costos siguen siendo las mismas.
| Año  | Presupuesto del estado de Honduras |
| ---- | ---------------------------------- |
| 2004 | 34 mil millones de lempiras        |
| 2007 | 48 mil millones de lempiras        |
| 2008 | 85 mil millones de lempiras        |
| 2015 | 183,635 millones de Lempiras       |
| 2016 | 123 mil millones de Lempiras       |

Puede encontrar los datos oficiales en https://www.tsc.gob.hn/biblioteca/index.php/leyes/645-presupuesto-general-de-ingresos-y-egresos-de-la-republica-para-el-ejercicio-fiscal-2016